# Селиванов, Владимир Сергеевич
Владимир Сергеевич Селиванов — конструктор оборонной техники, лауреат Государственной премии СССР.
Родился 9 июля 1942 года в Иркутске. Окончил Московский инженерно-физический институт (1965).
С 1966 года работает в НПО «Алмаз»: инженер, старший инженер, ведущий инженер, заместитель начальника лаборатории, начальник лаборатории, заместитель главного конструктора, начальник отдела по вычислительным средствам, главный конструктор - начальник СКБ (специального конструкторского бюро).
Разработал первую в СССР систему автоматизации программирования для управляющего вычислительного комплекса 5Э92Б, которая использовалась для создания программного обеспечения системы «Азов».
При создании систем С-300ПТ, С-300ПС, С-300ПМУ, С-300ПМУ1, С-300ПМУ2, С-400 внедрял вычислительную технику российского производства и руководил разработкой программного обеспечения радиолокаторов зенитных ракетных комплексов и средств управления систем.
В 2002 году в качестве главного конструктора, начальника тематического СКБ под руководством генерального конструктора А. А. Леманского разрабатывал концепцию модернизации системы С-ЗООПМУ1 (в части ЗРК) и в последующем руководил разработкой и испытаниями модернизированной системы С-ЗООПМУ2.
Кандидат технических наук. Старший научный сотрудник. Автор 45 научных трудов, получил 10 авторских свидетельств на изобретения.
Лауреат Государственной премии СССР (1981), Государственной премии РФ (1997), премии имени академика А. А. Расплетина РАН (2003). Награждён орденами Трудового Красного Знамени, Почёта (2002), медалью «За трудовое отличие». Почётный радист.